# یارینا ماتلو
یارینا ماتلو (اوکراینی: Ярина Матло؛ زادهٔ ۲۳ اکتبر ۱۹۹۰) شناگر اهل اوکراین است.
وی همچنین برندهٔ جوایزی همچون نشان شاهدخت اولگا شده‌است.